# Montijo (freguesia)
A Freguesia de Montijo é uma antiga freguesia portuguesa do Município de Montijo, freguesia que tinha 26,34 km² de área e 29 908 habitantes (2011), tendo, por isso, uma densidade populacional de 1 135,5 hab/km².
A Freguesia de Montijo foi extinta (agregada) pela reorganização administrativa de 2012/2013, tendo o seu território sido agregado ao da Freguesia de Afonsoeiro para criar a União de Freguesias de Montijo e Afonsoeiro.

## População
| População da freguesia de Montijo | População da freguesia de Montijo | População da freguesia de Montijo | População da freguesia de Montijo | População da freguesia de Montijo | População da freguesia de Montijo | População da freguesia de Montijo | População da freguesia de Montijo | População da freguesia de Montijo | População da freguesia de Montijo | População da freguesia de Montijo | População da freguesia de Montijo | População da freguesia de Montijo | População da freguesia de Montijo | População da freguesia de Montijo |
| --------------------------------- | --------------------------------- | --------------------------------- | --------------------------------- | --------------------------------- | --------------------------------- | --------------------------------- | --------------------------------- | --------------------------------- | --------------------------------- | --------------------------------- | --------------------------------- | --------------------------------- | --------------------------------- | --------------------------------- |
| 1864                              | 1878                              | 1890                              | 1900                              | 1911                              | 1920                              | 1930                              | 1940                              | 1950                              | 1960                              | 1970                              | 1981                              | 1991                              | 2001                              | 2011                              |
| 4 666                             | 5 471                             | 7 156                             | 8 113                             | 8 398                             | 9 171                             | 10 720                            | 12 287                            | 19 403                            | 21 947                            | 32 552                            | 27 257                            | 20 003                            | 22 915                            | 29 908                            |

Nos censos de 1864 a 1920 figura como Aldeia Galega do Ribatejo. Pelo decreto nº 18.434, de 06/06/1930, a vila e freguesia de Aldeia Galega do Ribatejo passaram a ter actual denominação. Com lugares desta freguesia foram criadas em 1985 as freguesias de Atalaia e Alto-Estanqueiro-Jardia e em 1989 a freguesia de Afonsoeiro
| Distribuição da População por Grupos Etários | Distribuição da População por Grupos Etários | Distribuição da População por Grupos Etários | Distribuição da População por Grupos Etários | Distribuição da População por Grupos Etários | Distribuição da População por Grupos Etários | Distribuição da População por Grupos Etários | Distribuição da População por Grupos Etários | Distribuição da População por Grupos Etários | Distribuição da População por Grupos Etários |
| -------------------------------------------- | -------------------------------------------- | -------------------------------------------- | -------------------------------------------- | -------------------------------------------- | -------------------------------------------- | -------------------------------------------- | -------------------------------------------- | -------------------------------------------- | -------------------------------------------- |
| Ano                                          | 0-14 Anos                                    | 15-24 Anos                                   | 25-64 Anos                                   | > 65 Anos                                    |                                              | 0-14 Anos                                    | 15-24 Anos                                   | 25-64 Anos                                   | > 65 Anos                                    |
| 2001                                         | 3 625                                        | 2 920                                        | 12 748                                       | 3 622                                        |                                              | 15,8%                                        | 12,7%                                        | 55,6%                                        | 15,8%                                        |
| 2011                                         | 5 003                                        | 3 007                                        | 17 125                                       | 4 773                                        |                                              | 16,7%                                        | 10,1%                                        | 57,3%                                        | 16,0%                                        |

Média do País no censo de 2001:  0/14 Anos-16,0%; 15/24 Anos-14,3%; 25/64 Anos-53,4%; 65 e mais Anos-16,4%
Média do País no censo de 2011:   0/14 Anos-14,9%; 15/24 Anos-10,9%; 25/64 Anos-55,2%; 65 e mais Anos-19,0%

## Património
- Ermida de São Sebastião (Montijo)
- Casa da Quinta do Pátio de Água e Ermida de Santo António (Montijo) ou Casa da Quinta de Santo António
- Cine-Teatro Joaquim de Almeida
- Igreja do Espírito Santo (Montijo) ou Igreja Matriz do Montijo
- Igreja da Misericórdia do Montijo
- Ermida de Nosso Senhor Jesus dos Aflitos